# Fußball-Weltmeisterschaft der Frauen 2015/Statistik
Dieser Artikel gibt einen Überblick über die Rekorde und Statistiken zur Fußball-Weltmeisterschaft der Frauen 2015.

## Torjägerinnen
| Platz        | Spielerin              | Tore | Vorlagen | Spielzeit | Spiele | Elfmeter |
| ------------ | ---------------------- | ---- | -------- | --------- | ------ | -------- |
| 1            | Célia Šašić            | 6    | 1        | 553       | 7      | 2        |
| 1            | Carli Lloyd            | 6    | 1        | 630       | 7      | 2        |
| 3            | Anja Mittag            | 5    | 2        | 474       | 7      |          |
| 4            | Ramona Bachmann        | 3    | 2        | 360       | 4      | 1        |
| 4            | Gaëlle Enganamouit     | 3    | 2        | 360       | 4      | 1        |
| 4            | Eugénie Le Sommer      | 3    | 2        | 399       | 5      |          |
| 4            | Fara Williams          | 3    | 2        | 637       | 7      | 3        |
| 8            | Marie-Laure Delie      | 3    | 1        | 288       | 4      |          |
| 9            | Fabienne Humm          | 3    | 0        | 222       | 4      |          |
| 9            | Kyah Simon             | 3    | 0        | 295       | 5      |          |
| 9            | Ada Hegerberg          | 3    | 0        | 360       | 4      |          |
| 12           | Solveig Gulbrandsen    | 2    | 3        | 294       | 4      |          |
| 13           | Lena Petermann         | 2    | 2        | 182       | 3      |          |
| 13           | Gabrielle Onguéné      | 2    | 2        | 335       | 4      | 1        |
| 13           | Lisa De Vanna          | 2    | 2        | 400       | 5      |          |
| 13           | Megan Rapinoe          | 2    | 2        | 466       | 6      |          |
| 13           | Aya Miyama             | 2    | 2        | 630       | 7      | 2        |
| 18           | Christine Sinclair     | 2    | 1        | 450       | 5      | 1        |
| 19           | Kirsten van de Ven     | 2    | 0        | 56        | 3      |          |
| 19           | Linda Sembrant         | 2    | 0        | 143       | 3      |          |
| 19           | Orathai Srimanee       | 2    | 0        | 183       | 3      |          |
| 19           | Koko N’Guessan         | 2    | 0        | 198       | 3      |          |
| 19           | Madeleine Ngono Mani   | 2    | 0        | 243       | 4      |          |
| 19           | Isabell Herlovsen      | 2    | 0        | 270       | 3      |          |
| 19           | Sara Däbritz           | 2    | 0        | 325       | 5      |          |
| 19           | Lady Andrade           | 2    | 0        | 347       | 4      |          |
| 19           | Karen Carney           | 2    | 0        | 384       | 5      |          |
| 19           | Wang Lisi              | 2    | 0        | 384       | 5      | 1        |
| 19           | Wang Shanshan          | 2    | 0        | 417       | 5      |          |
| 19           | Lucy Bronze            | 2    | 0        | 550       | 6      |          |
| 19           | Yūki Ōgimi             | 2    | 0        | 630       | 6      |          |
| 32           | Melanie Behringer      | 1    | 2        | 249       | 4      |          |
| 32           | Ngozi Okobi            | 1    | 2        | 270       | 3      |          |
| 32           | Simone Laudehr         | 1    | 2        | 559       | 6      |          |
| 35           | Eseosa Aigbogun        | 1    | 1        | 156       | 3      |          |
| 35           | Jodie Taylor           | 1    | 1        | 186       | 4      |          |
| 35           | Dzsenifer Marozsán     | 1    | 1        | 268       | 5      |          |
| 35           | Yuika Sugasawa         | 1    | 1        | 274       | 4      |          |
| 35           | Élodie Thomis          | 1    | 1        | 320       | 4      |          |
| 35           | Jeon Ga-eul            | 1    | 1        | 360       | 4      |          |
| 35           | Ana Maria Crnogorčević | 1    | 1        | 360       | 4      |          |
| 35           | Steph Houghton         | 1    | 1        | 660       | 7      |          |
| 43           | Fabiola Ibarra         | 1    | 0        | 4         | 2      |          |
| 43           | Thanatta Chawong       | 1    | 0        | 18        | 2      |          |
| 43           | Karla Villalobos       | 1    | 0        | 48        | 3      |          |
| 43           | Mana Iwabuchi          | 1    | 0        | 102       | 5      |          |
| 43           | Kelley O’Hara          | 1    | 0        | 105       | 3      |          |
| 43           | Raquel Fernandes       | 1    | 0        | 107       | 4      |          |
| 43           | Trine Rønning          | 1    | 0        | 108       | 2      |          |
| 43           | Ajara Nchout           | 1    | 0        | 127       | 4      |          |
| 43           | Kim-Soo-yun            | 1    | 0        | 135       | 2      |          |
| 43           | Christen Press         | 1    | 0        | 179       | 4      |          |
| 43           | Catalina Usme          | 1    | 0        | 189       | 4      |          |
| 43           | Fran Kirby             | 1    | 0        | 232       | 4      |          |
| 43           | José Nahi              | 1    | 0        | 236       | 3      |          |
| 43           | Vicky Losada           | 1    | 0        | 237       | 3      |          |
| 43           | Francisca Ordega       | 1    | 0        | 257       | 3      |          |
| 43           | Asisat Oshoala         | 1    | 0        | 264       | 3      |          |
| 43           | Melissa Herrera        | 1    | 0        | 268       | 3      |          |
| 43           | Hannah Wilkinson       | 1    | 0        | 269       | 3      |          |
| 43           | Andressa Alves         | 1    | 0        | 270       | 3      |          |
| 43           | Ji So-yun              | 1    | 0        | 270       | 3      | 1        |
| 43           | Raquel Rodríguez       | 1    | 0        | 270       | 3      |          |
| 43           | Formiga                | 1    | 0        | 270       | 3      |          |
| 43           | Marta                  | 1    | 0        | 270       | 3      | 1        |
| 43           | Verónica Boquete       | 1    | 0        | 270       | 3      |          |
| 43           | Angie Ponce            | 1    | 0        | 270       | 3      |          |
| 43           | Rebekah Stott          | 1    | 0        | 270       | 3      |          |
| 43           | Veronica Perez         | 1    | 0        | 270       | 3      |          |
| 43           | Maren Mjelde           | 1    | 0        | 296       | 4      |          |
| 43           | Abby Wambach           | 1    | 0        | 297       | 7      |          |
| 43           | Martina Moser          | 1    | 0        | 333       | 4      |          |
| 43           | Daniela Montoya        | 1    | 0        | 355       | 4      |          |
| 43           | Sofia Jakobsson        | 1    | 0        | 360       | 4      |          |
| 43           | Nilla Fischer          | 1    | 0        | 360       | 4      |          |
| 43           | Christine Manie        | 1    | 0        | 360       | 4      | 1        |
| 43           | Louisa Nécib           | 1    | 0        | 360       | 4      |          |
| 43           | Lieke Martens          | 1    | 0        | 360       | 4      |          |
| 43           | Cho Soh-yun            | 1    | 0        | 360       | 4      |          |
| 43           | Amandine Henry         | 1    | 0        | 417       | 5      |          |
| 43           | Alexandra Popp         | 1    | 0        | 428       | 6      |          |
| 43           | Alex Morgan            | 1    | 0        | 436       | 7      |          |
| 43           | Ashley Lawrence        | 1    | 0        | 436       | 5      |          |
| 43           | Tobin Heath            | 1    | 0        | 436       | 7      |          |
| 43           | Melanie Leupolz        | 1    | 0        | 437       | 6      |          |
| 43           | Josée Bélanger         | 1    | 0        | 450       | 5      |          |
| 43           | Mizuho Sakaguchi       | 1    | 0        | 514       | 6      |          |
| 43           | Lauren Holiday         | 1    | 0        | 540       | 6      |          |
| 43           | Saori Ariyoshi         | 1    | 0        | 540       | 6      |          |
| 43           | Aya Sameshima          | 1    | 0        | 540       | 6      |          |
| Quelle: FIFA |                        |      |          |           |        |          |

Des Weiteren gab es 6 Eigentore im Verlauf des Turniers:
- Je ein Eigentor durch Desire Oparanozie (Nigeria) und Jennifer Ruiz (Mexiko) sowie zwei durch Angie Ponce (Ecuador), deren Mannschaften nach der Vorrunde ausgeschieden sind.
- Eins im Halbfinale durch Laura Bassett in der letzten Minute der Nachspielzeit, wodurch England das Halbfinale verlor.
- Sowie eins im Finale durch Julie Johnston, welches keine negativen Folgen hatte.

## Besondere Tore
- Das erste Tor der WM erzielte Christine Sinclair für Kanada in der zweiten Minute der Nachspielzeit durch einen Foulelfmeter. Dies war das erste Tor durch Elfmeter und in der Nachspielzeit in einem Eröffnungsspiel.
- Melanie Behringer erzielte an 7. Juni mit dem 9:0 beim 10:0 gegen die Elfenbeinküste das 100. WM-Tor für Deutschland.[2]
- Christen Press erzielte einen Tag später mit dem 2:1 beim 3:1 gegen Australien das 100. WM-Tor für die USA.
- Melanie Leupolz erzielte mit dem 1:0 gegen Thailand das 700. WM-Tor.[3]
- Erstes Eigentor: Desire Oparanozie (Nigeria) am 8. Juni im Spiel gegen Schweden zum 0:1.
- Mit ihrem Tor zum 3:2 gegen Nigeria drei Minuten nach ihrer Einwechslung stellte Linda Sembrant den bisherigen Rekord von Pia Wunderlich aus dem Jahr 2003 ein, den diese im Viertelfinale beim 7:1 gegen Russland aufgestellt hatte.[4][5]
- Mit ihrem Tor zum 2:0 gegen Südkorea wurde Marta nun mit insgesamt 15 Toren alleinige WM-Rekordtorschützin der Frauen.
- Schnellstes Tor (Stand: 17. Juni 2015): Marie-Laure Delie (Frankreich) nach 35 Sekunden im 3. Gruppenspiel gegen Mexiko – zweitschnellstes Tor bei einer WM der Frauen.
- Das Tor von Thanatta Chawong (Thailand) zum 3:1 gegen die Elfenbeinküste war das bisher schnellste nach einer Einwechslung: 2 Minuten nachdem sie eingewechselt wurde, gelang es ihr, den bisherigen Rekord von drei Minuten zu unterbieten.[6][3]
- Erster Hattrick und gleichzeitig schnellster Hattrick der WM-Geschichte:[7] Fabienne Humm (Schweiz) im Spiel gegen Ecuador, Tore zum 3:0, 4:0 und 5:0 innerhalb von 274 Sekunden (47., 49., und 52. Minute)
- Erstmals unterlaufen bei einer WM der Frauen einer Spielerin zwei Eigentore: Angie Ponce (Ecuador) zum 0:1 und 1:8 gegen die Schweiz
- Das Eigentor von Laura Bassett im Halbfinale gegen Japan war das späteste in der WM-Geschichte.
- Die ersten vier Tore im Finale waren die schnellsten Finaltore bei einer WM der Frauen, den bisherigen Rekord hielt Michelle Akers durch das Tor in der 20. Minute des ersten WM-Finales 1991.

## Spielerinnen
- Die jüngste Spielerin ist Gloriana Villalobos (Costa Rica, * 20. August 1999). Sie wäre im ersten WM-Spiel der Costa-Ricanerinnen 15 Jahre und 293 Tage alt gewesen, kam aber im Turnier nicht zum Einsatz.
- Die älteste Spielerin ist Christie Rampone (USA, * 24. Juni 1975). Sie wurde beim Spiel der USA gegen Nigeria 8 Tage vor ihrem 40. Geburtstag eingewechselt und löste damit  Perpetua Nkwocha (Nigeria) ab, die vier Tage zuvor im Alter von 39 Jahren und 160 Tagen den Rekord übernommen hatte. Der vorherige Rekord lag bei 39 Jahren und 5 Monaten (Meg, Brasilien, 1995). Durch ihren Finaleinsatz im Alter von 40 Jahren und 11 Tagen wurde Rampone auch die älteste Weltmeisterin.
- Homare Sawa (Japan) und Formiga (Brasilien) sind die ersten Spielerinnen, die zum sechsten Mal teilnehmen. Sawa war am 8. Juni die erste Spielerin, die auch bei ihrer 6. WM eingesetzt wurde, Formiga folgte einen Tag später.
- Emily Alvarado (Mexiko) ist mit 17 Jahren die jüngste Torhüterin.
- Rebecca Rolls (Neuseeland) war mit 39 Jahren und 288 Tagen die älteste nominierte Torhüterin, wurde aber nicht eingesetzt. Älteste eingesetzte Torhüterin ist Nadine Angerer mit 36 Jahren und 236 Tagen im Spiel um Platz 3.
- Die größten Spielerinnen sind mit 1,87 m Wendie Renard (Frankreich) und Erina Yamane (Japan) – Renard war vor vier Jahren schon die größte Spielerin, da wurde ihre Größe aber mit 1,85 m angegeben. Beide wurden im ersten Spiel ihrer Mannschaften auch eingesetzt.
- Die kleinste Spielerin ist Ange N’Guessan (Elfenbeinküste) mit 1,40 m. Sie wurde im ersten und zweiten Spiel eingesetzt und erzielte gegen Thailand das erste WM-Tor für die Elfenbeinküste.
- Insgesamt nahmen 22 Spielerinnen teil, die bereits bei einer vorangegangenen Weltmeisterschaft den Titel gewonnen haben (14 Japanerinnen, 7 Deutsche und eine US-Amerikanerin (Christie Rampone); von den Deutschen kamen aber zwei bei den Titelgewinnen nicht zum Einsatz). Nur Nadine Angerer konnte bereits zweimal den Titel gewinnen, allerdings 2003 ohne Einsatz.
- Insgesamt standen 61 Spielerinnen (davon 10 US-Amerikanerinnen sowie je 7 Französinnen und Kanadierinnen) in den Kadern, die vor der WM mindestens 100 Länderspiele bestritten hatten, davon fünf mit mindestens 200 und eine mit mindestens 300 Länderspielen. Lediglich die Niederländerinnen Dyanne Bito und Anouk Hoogendijk sowie die kanadische Torhüterin Karina LeBlanc kamen nicht zum Einsatz. Folgende Spielerinnen machten bei der WM ihr 100. Länderspiel: Amber Hearn am 7., Lisa De Vanna, Lara Dickenmann am 8. und Kaylyn Kyle am 21. Juni.[8] Zudem machten Homare Sawa am 8. und Carli Lloyd am 26. Juni ihr 200. Länderspiel.
- Zwei Spielerinnen (Abby Wambach und Christine Sinclair) hatten vor der WM bereits mehr als 100 Tore in Länderspielen erzielt. Keine Spielerin hat mehr Länderspieltore als Wambach erzielt. Beide konnten sich auch bei der WM in die Torschützinnenliste eintragen, wobei Sinclair die erste Torschützin war.
- Nur vier Mannschaften hatten ausschließlich Spielerinnen aus heimischen Ligen im Kader. In keinem Kader standen nur Spielerinnen, die in ausländischen Ligen spielen. Gastgeber Kanada hatte nur eine Spielerin im Kader, die bei einem kanadischen Verein spielt und die meisten vereinslosen Spielerinnen. Die meisten Spielerinnen stellten Olympique Lyon (14) und Paris Saint-Germain (12).
- Die meisten Spielerinnen (66) spielen in den USA (davon 47 in der National Women’s Soccer League[9], die übrigen bei Universitätsteams u. a.), es folgen die deutsche erste  und zweite Bundesliga mit 42 und Frankreichs Ligasystem mit 35 Spielerinnen. Immerhin 17 WM-Teilnehmerinnen waren zu Turnierbeginn vereinslos, viele Brasilianerinnen wurden zudem seit Januar 2015 im nationalen Trainingszentrum zusammengezogen und bestritten in dieser Zeit keine Ligaspiele.
- Die kamerunischen Spielerinnen spielten in den meisten verschiedenen Ländern: neben der heimischen Liga noch in acht anderen Ligen.
- In der folgenden Tabelle ist für die WM-Teilnehmer die Anzahl der in ausländischen Ligen oder Universitäten der verschiedenen Kontinentalverbände und der heimischen Liga/Universität spielenden Spielerinnen zusammengefasst (Stand: Vor der WM).

|                     | Afrika | Asien | Europa | Mittel- und Nordamerika | Ozeanien | Südamerika | vereinslos | Heimat |
| ------------------- | ------ | ----- | ------ | ----------------------- | -------- | ---------- | ---------- | ------ |
| Australien          |        |       |        | 0                       |          |            |            | 23     |
| Ecuador             |        |       |        |                         |          |            |            | 23     |
| Frankreich          |        |       |        |                         |          |            |            | 23     |
| USA                 |        |       |        |                         |          |            |            | 23     |
| England             |        |       |        | 01                      |          |            |            | 22     |
| Thailand            |        |       | 01     |                         |          |            | 1          | 21     |
| Brasilien           |        | 01    | 01     | 01                      |          |            |            | 20     |
| Volksrepublik China |        | 02    | 01     | 0                       |          |            |            | 20     |
| Südkorea            |        |       | 02     |                         |          |            |            | 21     |
| Elfenbeinküste      | 1      |       | 03     |                         |          |            |            | 19     |
| Norwegen            |        |       | 03     |                         |          |            |            | 20     |
| Deutschland         |        |       | 03     | 01                      |          |            |            | 19     |
| Spanien             |        |       | 03     | 01                      |          |            |            | 19     |
| Costa Rica          |        |       | 01     | 04                      |          |            |            | 18     |
| Kolumbien           |        |       | 01     | 05                      |          |            |            | 17     |
| Japan               |        |       | 07     |                         |          |            |            | 16     |
| Schweden            |        |       | 07     |                         |          |            |            | 16     |
| Nigeria             |        |       | 06     | 02                      |          |            |            | 15     |
| Niederlande         |        |       | 09     |                         |          |            |            | 14     |
| Kamerun             |        |       | 11     | 01                      |          |            |            | 11     |
| Neuseeland          |        | 1     | 05     | 03                      |          |            | 4          | 10     |
| Schweiz             |        |       | 15     |                         |          |            |            | 08     |
| Mexiko              |        |       | 03     | 11                      |          |            | 6          | 03     |
| Kanada              |        |       | 02     | 13                      |          |            | 7          | 01     |

|                                 | Afrika | Asien | Europa | Mittel- und Nordamerika | Ozeanien | Südamerika | vereinslos | Heimat |
| ------------------------------- | ------ | ----- | ------ | ----------------------- | -------- | ---------- | ---------- | ------ |
| Afrika (Legionäre)              | 01     |       | 20     | 03                      |          |            |            | 045    |
| Asien (Legionäre)               |        | 02    | 11     | 0                       |          |            | 1          | 101    |
| Europa (Legionäre)              |        |       | 40     | 03                      |          |            |            | 141    |
| Mittel-/Nordamerika (Legionäre) |        |       | 06     | 28                      |          |            | 12         | 045    |
| Ozeanien (Legionäre)            |        | 01    | 05     | 03                      |          |            | 04         | 010    |
| Südamerika (Legionäre)          |        | 01    | 02     | 06                      |          |            |            | 060    |
| Summe (Legionäre)               | 01     | 04    | 84     | 43                      | 0        | 0          |            |        |
| Summe (Insgesamt)               | 46     | 106   | 225    | 88                      | 10       | 60         | 18         | 403    |

## Trainer
- 16 Mannschaften wurden von Männern, acht von Frauen trainiert. Die Mannschaften in Gruppe A und F wurden nur von Männern trainiert. In Gruppe E wurden drei, in den Gruppen C und D zwei und in Gruppe B eine Mannschaft von Männern trainiert. Im Achtelfinale wurden noch 12 Mannschaften von Männern und nur noch vier von Frauen trainiert. Im Viertelfinale waren noch zwei von Frauen trainierte Mannschaften im Rennen, die dann im Halbfinale aufeinandertrafen. Insgesamt gab es 20 Spiele männlicher gegen weibliche Trainer mit 9 Siegen, 6 Remis und 5 Niederlagen.
- Der spanische Trainer Ignacio Quereda (* 24. Juli 1950) war der älteste und seine ecuadorianische Kollegin Vanessa Arauz (* 5. Februar 1989) die jüngste Trainerin.
- Der neuseeländische Trainer Tony Readings (* 27. November 1975) war gut drei Monate jünger als seine älteste Spielerin Rebecca Rolls (* 22. August 1975).
- Vier Mannschaften wurden von ausländischen Trainern oder Trainerinnen betreut.
- Die meisten Trainer wurden im Vereinigten Königreich geboren (zwei in England und einer in Wales).
- Der aus Wales stammende Trainer der englischen Mannschaft war der einzige, dessen Heimatland sich nicht für das Turnier qualifiziert hatte.
- Even Pellerud, Trainer Norwegens, erlebte seine fünfte WM als Cheftrainer.
- Kein(e) Cheftrainer(in) war bereits als Spieler(in) Weltmeister.
- Nur drei Länder traten wieder mit dem/derselben Cheftrainer(in) wie schon 2011 in Deutschland an: Deutschland mit Silvia Neid, Titelverteidiger Japan mit Norio Sasaki und Mexiko mit Leonardo Cuéllar; vor vier Jahren waren es sechs.
- Brasilien und Nigeria traten dagegen zum siebten Mal mit einem anderen Trainer an.
- Zwei Trainer traten diesmal mit anderen Mannschaften an: John Herdman (nun Kanada, 2011 Neuseeland) und Pia Sundhage (nun Schweden, 2011 die USA)
- Ein Trainer, Tony Readings, war 2011 Assistenztrainer der nun von ihm trainierten Neuseeländerinnen. Mit ihnen traf er im zweiten Gruppenspiel auf die nun von seinem früheren Chef John Herdman trainierten Kanadierinnen.
- Drei Trainerinnen (Silvia Neid, Pia Sundhage und Martina Voss-Tecklenburg) wurden früher selbst als Spielerin bei einer WM eingesetzt. Am 7. Juni 1995 spielten Neid und Voss im Spiel Deutschland gegen Schweden gegen Sundhage.
- Leonardo Cuéllar nahm 1978 als Spieler für Mexiko an der Männer-WM in Argentinien teil, Philippe Bergeroo als Ersatztorhüter 1986 ohne Einsatz für Frankreich in Mexiko und Yoon Deuk-yeo 1990 für Südkorea, wobei er im letzten Gruppenspiel gegen Uruguay die Rote Karte erhielt.[11]
- Der chinesische Trainer Hao Wei musste das Achtelfinalspiel seiner Mannschaft von der Tribüne verfolgen, da er in der Nachspielzeit des letzten Gruppenspiels auf die Tribüne verwiesen wurde.

- Für vier Trainer endete nach der WM die Amtszeit: Bereits im Juni endete die Amtszeit von Edwin Okon als nigerianischer Nationaltrainer,[12] Ignacio Quereda beendete nach massiver Kritik seiner Spielerinnen im Juli nach 27 Jahren seine Tätigkeit als spanischer Nationaltrainer,[13][14] Roger Reijners beendete ebenfalls bereits im Juli seine Tätigkeit[15] und Even Pellerud trat im August von seinem Posten zurück.[16]

- Jill Ellis wurde Anfang 2016 zur FIFA-Welttrainer des Jahres im Frauenfußball 2015 gewählt.

## Sperren
- Ligia Moreira (Kapitänin von Ecuador) erhielt im Spiel gegen Kamerun als erste Spielerin der WM eine Rote Karte und war für das zweite Gruppenspiel gesperrt.
- Ugo Njoku (Nigeria) wurde nach dem Spiel gegen Australien wegen einer von der Schiedsrichterin übersehenen Tätlichkeit für drei Spiele gesperrt.[17]
- Sarah Nnodim (Nigeria) erhielt im Spiel gegen die USA als erste Spielerin die Gelb-Rote Karte. Da Nigeria ausschied, hat die Karte aber keinen weiteren Effekt mehr auf das Turnier.
- Sandra Sepúlveda (Kolumbien)  und Hwang Bo-ram (Südkorea) waren nach der zweiten Gelben Karte, die sie gegen England  bzw. Spanien erhielten, für das Achtelfinale gesperrt.
- Saskia Bartusiak (Deutschland), Lauren Holiday und Megan Rapinoe (beide USA) waren nach den zweiten Gelben Karte, die sie gegen Schweden bzw. Kolumbien erhielten, für das Viertelfinale gesperrt.
- Catalina Pérez (Kolumbien) erhielt im Achtelfinale die Rote Karte. Da Kolumbien ausschied, hat die Karte aber erst beim nächsten Pflichtspiel der Kolumbianerinnen einen weiteren Effekt.

## Kontinentalmeister
- Alle aktuellen Kontinentalmeister nahmen an der WM teil.
- Außer in Europa dienten alle Kontinentalmeisterschaften als Qualifikation für die WM.
- Zwei Kontinentalmeister (Afrika sowie Mittel- und Nordamerika) trafen in einer Vorrundengruppe aufeinander.
- Nur in Gruppe F wurde kein Kontinentalmeister gelost.
- Zwei Kontinentalmeister (Afrika und Ozeanien) schieden nach der Vorrunde aus, der Südamerikameister im Achtelfinale.
- Erstmals standen sich mit dem Asienmeister und dem Nord- und Mittelamerikameister zwei Kontinentalmeister im Finale gegenüber.

## Schiedsrichterinnen
- Älteste Schiedsrichterin war die Japanerin Sachiko Yamagishi (41 Jahre)
- Jüngste nominierte Schiedsrichterin war Melissa Borjas aus Honduras (28 Jahre).
- Quetzalli Alvarado Godínez, Carol Chenard, Thérèse Neguel und Bibiana Steinhaus waren bereits 2011 als Schiedsrichterinnen dabei.
- Teodora Albon (Rumänien) war die einzige Schiedsrichterin, die mit dem Halbfinale USA gegen Deutschland ein Spiel einer Mannschaft der eigenen Konföderation gegen eine Mannschaft einer anderen Konföderation leitete.
- Anna-Marie Keighley (Neuseeland) leitete die meisten Spiele (5).
- Kateryna Monsul (Ukraine) leitete sowohl das Eröffnungsspiel als auch das Finale, wozu zuvor nur Tammy Ogston (Australien) 2007 eingeteilt wurde.

## Allgemein
- Alle Mannschaften, die an allen vorherigen WM-Endrunden teilgenommen hatten, konnten sich auch diesmal wieder qualifizieren: Brasilien, Deutschland, Japan, Nigeria, Norwegen, Schweden und die USA.
- China und Kanada stellten durch ihre zweite Teilnahme am Eröffnungsspiel nach 1991 bzw. 2011 den Rekord von Deutschland (2007 und 2011) und Norwegen (1991 und 2003) ein.
- Das WM-erfahrenste Land, das sich für 2015 nicht qualifizieren konnte, war Nordkorea, das zuvor an vier Weltmeisterschaften in Folge teilnahm. Nordkorea wurde wegen Dopingvergehen bei der WM 2011 nicht zugelassen.
- Costa Rica, Ecuador, die Elfenbeinküste, Kamerun, die Niederlande, die Schweiz, Spanien und Thailand nahmen zum ersten Mal teil. Von den Neulingen konnten nur die Niederlande (gegen Neuseeland) und Kamerun (gegen Neuling Ecuador) ihr erstes Spiel gewinnen. Costa-Rica und Spanien trennten sich remis, die anderen verloren ihr erstes WM-Spiel.
- Europa stellte die meisten Neulinge. Dagegen konnten sich mit Dänemark, Italien und Russland drei europäische Mannschaften nicht qualifizieren, die zuvor mehr als einmal teilgenommen hatten.
- Alle Neulinge erzielten mindestens ein Tor. Die meisten Tore erzielte die Schweiz (11) und damit eins mehr als Russland, das 1999 10 Tore in der Vorrunde erzielt hatte. Die wenigsten Vorrunden-Gegentore von den Neulingen kassierte die Niederlande (2), nie zuvor startete ein Neuling mit weniger Gegentoren.
- Nur drei Neulinge überstanden die Vorrunde: Kamerun, die Niederlande und die Schweiz. Zudem überstanden noch Kolumbien (Erstteilnahme 2011) und Südkorea (Erstteilnahme 2003) erstmals die Vorrunde. Beide konnten zudem erstmals ein WM-Spiel gewinnen und Kolumbien erstmals ein Tor erzielen. Alle scheiterten im Achtelfinale.
- Erstmals trafen in einer Vorrundengruppe mit Ecuador, Kamerun und der Schweiz drei Neulinge aufeinander.
- Erstmals trafen in einer Vorrundengruppe mit Deutschland und Norwegen zwei Ex-Weltmeister aufeinander.
- Durch die Aufstockung auf 24 Teilnehmer mussten die besten vier Mannschaften sieben Spiele bestreiten, zuvor sechs.
- Das 0:10 der Elfenbeinküste ist die höchste Niederlage eines Neulings im ersten WM-Spiel.
- Das 6:0 Kameruns gegen Ecuador ist der höchste Sieg eines Neulings im ersten Spiel, der höchste Sieg einer afrikanischen gegen eine CONMEBOL-Mannschaft (Frauen und Männer) und der höchste Sieg einer afrikanischen Mannschaft bei einer WM.
- Das Eröffnungsspiel sahen 53.058 Zuschauer. Das ist die höchste Zuschauerzahl bei einem Fußballländerspiel in Kanada. Sie wurde dann zunächst mit dem Achtelfinalspiel der Kanadierinnen gegen die Schweiz mit 53.855 und dann mit dem Viertelfinalspiel der Kanadierinnen gegen England mit 54.207 Zuschauern überboten.
- Kamerun konnte im Spiel gegen Ecuador als erste Mannschaft bei einer WM der Frauen drei Elfmeter in einem Spiel verwandeln.[4]
- Das Spiel zwischen Spanien und Costa Rica am 9. Juni (16 Uhr Ortszeit, 22 Uhr MESZ) und das nach europäischer Zeit gleichzeitig um 17 Uhr Ortszeit, 22 Uhr MESZ in einer östlicher gelegenen Zeitzone stattfindende Spiel zwischen Kolumbien und Mexiko waren die ersten Spiele zwischen zwei spanischsprechenden Mannschaften bei einer WM der Frauen. Bei den Männern gab es dies schon 1930 bei der ersten Auflage und insgesamt am häufigsten.
- Kanada unterbot mit zwei Toren den Negativrekord als Gastgeber in der Vorrunde von Schweden (1995) und China (2007), denen nur fünf Tore gelangen.
- Unter allen bisherigen Teilnehmern der Frauen-WM benötigte Kanada in der Vorrunde die wenigsten Tore (2) und die wenigsten Punkte (5), um Gruppensieger zu werden.
- Japan gewann erstmals alle drei Spiele der Vorrunde, erzielte mit vier Toren aber die wenigsten aller Titelverteidiger in der Vorrunde.
- Erstmals spielte mit Schweden eine Mannschaft dreimal nacheinander remis. Zudem gelang den Schwedinnen als erstem Team, ohne einen einzigen Sieg die Vorrunde zu überstehen.
- Nur Brasilien blieb in der Vorrunde ohne Gegentor. Der erste und einzige Gegentreffer im Turnier (im Achtelfinale gegen Australien) bedeutete für die Brasilianerinnen das Ausscheiden.
- Kamerun ist nach Nigeria 1999 erst die zweite afrikanische Mannschaft, die bei einer Fußball-WM der Frauen die Vorrunde überstand.
- Erstmals seit 1995 stand wieder keine südamerikanische Mannschaft im Viertelfinale.
- Erstmals trafen im Viertelfinale mit Australien und Japan zwei Mannschaften der AFC in einem WM-Spiel aufeinander.
- Nach China (1991 und 2007), Schweden (1995) und Deutschland (2011) ist auch Kanada als Gastgeber im Viertelfinale gescheitert. Somit sind die USA (1999 und 2003) weiterhin der einzige Gastgeber, der bei einer Fußball-WM der Frauen das Halbfinale erreicht hat.
- Kanada erzielte die wenigsten Tore aller bisherigen Gastgeber (4). Zugleich stellte es aber auch den Rekord für die wenigsten Gegentore eines Gastgebers ein (3) – so wenige hatten zuvor nur die USA hinnehmen müssen, als diese 1999 im eigenen Land den WM-Titel gewannen.
- Durch den Halbfinaleinzug Japans bleibt Deutschland (2011) der einzige Titelverteidiger, der bereits im Viertelfinale ausgeschieden ist.
- Seit der ersten Fußball-WM der Frauen 1991 standen immer entweder die USA oder Deutschland im Endspiel, spielten dort aber noch nie gegeneinander. Da beide Länder diesmal im Halbfinale aufeinandertrafen, setzten sich beide Serien auch 2015 fort. Mit ihrem insgesamt vierten Finaleinzug sind die USA in dieser Hinsicht erstmals der alleinige Rekordhalter.
- Die USA bleiben zudem das einzige Land, das bei jeder WM ins Halbfinale einziehen konnte.
- England ist die erste Mannschaft, die vier Spiele nacheinander mit 2:1 gewann.
- Japan ist die erste Mannschaft, die sechs Spiele in Folge mit einem Tor Unterschied gewann, zuvor Schweden 2007 bis 2011 mit vier Spielen.
- Erstmals erhielten alle vier Mannschaften im Halbfinale einen Elfmeter zugesprochen. Nur der erste dieser vier Strafstöße (für Deutschland durch Célia Šašić) konnte nicht verwandelt werden.
- Erstmals standen mit Japan und den USA wieder die Finalisten der vorherigen WM im Finale. Es ist zudem das erste Endspiel zwischen zwei früheren Finalteilnehmern überhaupt und das erste zwischen zwei Weltmeistern.
- Wie 2011 standen mit Deutschland und England zwei europäische Mannschaften im Spiel um Platz 3.

## Zuteilung der Gruppendritten
Im Regelwerk der FIFA waren alle möglichen Achtelfinalpaarungen der Gruppendritten festgelegt. Abhängig davon, welche drittplatzierten Teams sich tatsächlich qualifizierten, konnte es zu folgenden Paarungen kommen. Die  blau  unterlegten Paarungen haben sich nach den Ergebnissen der Vorrunde ergeben:
| Qualifizierte Dritte aus Gruppen | A1 spielt gegen | B1 spielt gegen | C1 spielt gegen | D1 spielt gegen |
| A B C D                          | C3              | D3              | A3              | B3              |
| A B C E                          | C3              | A3              | B3              | E3              |
| A B C F                          | C3              | A3              | B3              | F3              |
| A B D E                          | D3              | A3              | B3              | E3              |
| A B D F                          | D3              | A3              | B3              | F3              |
| A B E F                          | E3              | A3              | B3              | F3              |
| A C D E                          | C3              | D3              | A3              | E3              |
| A C D F                          | C3              | D3              | A3              | F3              |
| A C E F                          | C3              | A3              | F3              | E3              |
| A D E F                          | D3              | A3              | F3              | E3              |
| B C D E                          | C3              | D3              | B3              | E3              |
| B C D F                          | C3              | D3              | B3              | F3              |
| B C E F                          | E3              | C3              | B3              | F3              |
| B D E F                          | E3              | D3              | B3              | F3              |
| C D E F                          | C3              | D3              | F3              | E3              |

## Auswirkungen auf die FIFA-Weltrangliste
Die USA wurden durch die sechs Siege und das Remis gegen Schweden wieder Weltranglistenführender, während Deutschland von Platz 1 auf Platz 2 abrutschte und die meisten Punkte verlor. Nach der WM belegten Teilnehmer der Endrunde die ersten sieben Plätze der Weltrangliste. Mit Nordkorea, das nicht zugelassen war, folgt auf Platz 8 die erste Mannschaft, die nicht an der Endrunde teilnahm. In die Wertung gingen auch zahlreiche Testspiele der Teilnehmer vor der WM ein, die aber geringer als die WM-Spiele gewertet wurden.
| Mannschaft     | März 2015 | März 2015 | Juli 2015 | Juli 2015 | Veränderung | Veränderung | Bemerkung |
| Mannschaft     | Platz     | Punkte    | Platz     | Punkte    | Plätze      | Punkte      | Bemerkung |
| -------------- | --------- | --------- | --------- | --------- | ----------- | ----------- | --- |
| USA            | 2         | 2158      | 1         | 2189      | +1          | +31         | |
| Deutschland    | 1         | 2168      | 2         | 2115      | −1          | −53         | größter Punktverlust aller Teilnehmer                                                                                      |
| Frankreich     | 3         | 2103      | 3         | 2081      | ±0          | −24         | |
| Japan          | 4         | 2066      | 4         | 2073      | ±0          | +7          | |
| England        | 6         | 2001      | 5         | 2038      | +1          | +37         | beste Platzierung seit Bestehen der Weltrangliste                                                                          |
| Brasilien      | 7         | 1984      | 6         | 1975      | +1          | −9          | |
| Schweden       | 5         | 2008      | 7         | 1971      | −2          | −37         | schlechteste Platzierung seit Bestehen der Weltrangliste                                                                   |
| Australien     | 10        | 1968      | 9         | 1968      | +1          | ±0          | |
| Norwegen       | 11        | 1933      | 10        | 1927      | +1          | −6          | |
| Kanada         | 8         | 1969      | 11        | 1924      | −3          | −45         | |
| Niederlande    | 12        | 1919      | 12        | 1907      | ±0          | −12         | |
| China          | 16        | 1847      | 14        | 1866      | +2          | +19         | |
| Neuseeland     | 17        | 1832      | 16        | 1839      | +1          | +7          | |
| Südkorea       | 18        | 1830      | 17        | 1824      | +1          | −6          | |
| Spanien        | 14        | 1867      | 19        | 1815      | −5          | −52         | |
| Schweiz        | 19        | 1813      | 21        | 1781      | −2          | −32         | |
| Kolumbien      | 28        | 1692      | 25        | 1747      | +3          | +55         | beste Platzierung seit Bestehen der Weltrangliste                                                                          |
| Mexiko         | 25        | 1748      | 26        | 1736      | −1          | −12         | |
| Nigeria        | 33        | 1633      | 29        | 1659      | +4          | +26         | |
| Thailand       | 29        | 1654      | 30        | 1654      | −1          | ±0          | |
| Costa Rica     | 37        | 1589      | 34        | 1627      | +3          | +38         | beste Platzierung seit Bestehen der Weltrangliste                                                                          |
| Kamerun        | 53        | 1455      | 43        | 1542      | +10         | +97         | beste Platzierung seit Bestehen der Weltrangliste, größter Punktgewinn aller Teilnehmer, größter Aufstieg aller Teilnehmer |
| Ecuador        | 48        | 1485      | 54        | 1451      | −6          | −34         | größter Absturz aller Teilnehmer                                                                                           |
| Elfenbeinküste | 67        | 1373      | 67        | 1372      | ±0          | −1          | |

Quelle der Werte: FIFA

## Fortlaufende Rangliste
| Rang | Mannschaft                | Teilnahmen | Spiele | Gewonnen | Unentschieden | Verloren | Tore   | Tordifferenz | Punkte |
| ---- | ------------------------- | ---------- | ------ | -------- | ------------- | -------- | ------ | ------------ | ------ |
| 01   | Vereinigte Staaten*** (=) | 7          | 43     | 33       | 6             | 4        | 112:35 | +77          | 105    |
| 02   | Deutschland** (=)         | 7          | 39     | 26       | 5             | 8        | 111:37 | +74          | 83     |
| 03   | Norwegen* (=)             | 7          | 35     | 22       | 3             | 10       | 86:45  | +41          | 69     |
| 04   | Schweden (=)              | 7          | 33     | 18       | 5             | 10       | 59:42  | +17          | 59     |
| 05   | Brasilien (=)             | 7          | 30     | 18       | 4             | 8        | 59:35  | +24          | 58     |
| 06   | Volksrepublik China (=)   | 6          | 29     | 15       | 6             | 8        | 52:29  | +23          | 51     |
| 07   | Japan* (=)                | 7          | 29     | 13       | 3             | 13       | 36:54  | −18          | 42     |
| 08   | England (=)               | 4          | 19     | 10       | 4             | 5        | 30:25  | +5           | 34     |
| 09   | Kanada (=)                | 6          | 23     | 6        | 5             | 12       | 30:49  | −19          | 23     |
| 10   | Frankreich ↑2             | 3          | 14     | 6        | 3             | 5        | 22:16  | +6           | 21     |
| 11   | Australien ↓1             | 6          | 22     | 5        | 5             | 12       | 29:44  | −15          | 20     |
| 12   | Russland ↓1               | 2          | 8      | 4        | 0             | 4        | 16:14  | +2           | 12     |
| 13   | Nigeria ↑1                | 7          | 22     | 3        | 3             | 16       | 18:56  | −38          | 12     |
| 14   | Nordkorea ↓1              | 4          | 13     | 3        | 2             | 8        | 12:20  | −8           | 11     |
| 15   | Italien (=)               | 2          | 7      | 3        | 1             | 3        | 11:08  | +3           | 10     |
| 16   | Dänemark (=)              | 4          | 14     | 3        | 1             | 10       | 19:26  | −7           | 10     |
| 17   | Kamerun (N)               | 1          | 4      | 2        | 0             | 2        | 09:04  | +5           | 6      |
| 18   | Kolumbien ↑2              | 2          | 7      | 1        | 2             | 4        | 04:09  | −5           | 5      |
| 19   | Niederlande (N)           | 1          | 4      | 1        | 1             | 2        | 03:04  | −1           | 4      |
| 20   | Südkorea ↑3               | 2          | 7      | 1        | 1             | 5        | 05:19  | −14          | 4      |
| 21   | Ghana ↓4                  | 3          | 3      | 1        | 1             | 7        | 06:30  | −24          | 4      |
| 22   | Schweiz (N)               | 1          | 4      | 1        | 0             | 3        | 11:05  | +6           | 3      |
| 23   | Thailand (N)              | 1          | 3      | 1        | 0             | 2        | 03:10  | −7           | 3      |
| 24   | Chinesisch Taipeh ↓6      | 1          | 4      | 1        | 0             | 3        | 02:15  | −13          | 3      |
| 25   | Neuseeland ↓4             | 4          | 12     | 0        | 3             | 9        | 07:29  | −22          | 3      |
| 26   | Mexiko ↓7                 | 3          | 9      | 0        | 3             | 6        | 06:30  | −24          | 3      |
| 27   | Costa Rica (N)            | 1          | 3      | 0        | 2             | 1        | 03:04  | −1           | 2      |
| 28   | Spanien (N)               | 1          | 3      | 0        | 1             | 2        | 02:04  | −2           | 1      |
| 29   | Äquatorialguinea ↓7       | 1          | 3      | 0        | 0             | 3        | 02:07  | −5           | 0      |
| 30   | Elfenbeinküste (N)        | 1          | 3      | 0        | 0             | 3        | 03:16  | −13          | 0      |
| 31   | Ecuador (N)               | 1          | 3      | 0        | 0             | 3        | 01:17  | −16          | 0      |
| 32   | Argentinien ↓8            | 2          | 6      | 0        | 0             | 6        | 02:33  | −31          | 0      |

Anmerkungen:
- Kursiv gesetzte Mannschaften waren 2015 nicht dabei, die fett gesetzte Mannschaft gewann das Turnier